# منشأة أبو عمر
منشأة أبو عمر هي مدينة  تتبع مركز الحسينية في محافظة الشرقية في جمهورية مصر العربية. حسب إحصاءات سنة 2006، بلغ إجمالي السكان في منشأة أبو عمر 31650 نسمة، منهم 16630 ذكر و15020 أنثى.

## تاريخ
منشأة أبو عمر تعد موقع أثري مهم في شمال مصر تقع على بعد حوالي 93.21 ميلاً شمال شرق القاهرة في دلتا النيل، تحتوي منشأة أبو عمر على عدة مقابر من الأسر الحاكمة البدائية، بالإضافة إلى العديد من مواقع الدفن التي تعود إلى أواخر العصر الروماني.

## التاريخ الأثري
بدأت الحفريات المنظمة في عام 1966 بعد ظهور بعض القطع الأثرية المثيرة للاهتمام في العديد من المتاحف وقيل إنها تأتي من تلك المنطقة وفي الأصل، تم فحص المنطقة لإثبات صحة المطالبات وبعد استمرار النتائج استمرت الحفريات من عام 1978 إلى عام 1991.

## المقابر
- تم حفر المقابر في الغالب في الزاوية الجنوبية من المنطقة، يعود تاريخ 420 قبرًا إلى أواخر فترة نقادة الثالثة حتى بداية الأسرة الأولى، 2630 مقبره يعود تاريخها إلى أواخر العصر الروماني، المقابر الأولى خاصه تعد ذات أهمية كبيرة لعلماء المصريات وعلماء الآثار والمؤرخين لأنها تأتي من سلالات مختلفة وتظهر تطورات مهمة في هندستها المعمارية.
- كانت المقابر البدائية ذات شكل بيضاوي وطولها 1.0 - 1.5 متر وعمقها 1.5 - 2.0 متر. كانت تحتوي على حفر بسيطة يوضع فيها الميت في وضع جنيني ورأسه متجه نحو الغرب ويوضع بجانب الميت وحوله أواني عديده، وقد تم العثور على قطع أثرية ثمينة مصنوعة من العاج والحجر في بعض المقابر.
- تغيرت مقابر اوائل الأسر بسرعة في الهندسة المعمارية وأصبحت الآن الجدران الداخلية مغطاة بالطين وكانت مستطيلة الشكل وأرضياتهم مغطاة ومدعومة بحصائر من القصب وسقوفهم مصنوعة من القصب - وفي حال المقابر الملكية - تصنع من خشب الأرز. تم تقسيم المقابر الملكية الآن إلى غرفتين إلى أربع أو ست غرف وتحتوي على بضائع جنائزية ثمينة أكثر بكثير. وتم العثور على أشياء شهيرة مثل العديد من لوحات التجميل والأساور العاجية ذات الزخارف البارزة والياقات المصنوعة من خرز العقيق والجمشت. وايضا تم العثور على ملوك معروفين يلقبون بالعقرب الثاني ونعرمر وآها.
- تتميز مقابر الفترة الرومانية بالبساطة في هيكلها وتصميمها، كانت عبارة عن توابيت بيضاوية أو مستطيلة مصنوعة من الخشب والسيراميك والحجر الجيري، ويتم دفن الأطفال في امفوره كبيرة (تشبه الجرة الخزفيه ولكن اضيق وشكلها بيضاوي)، وقد احتوت بعض القبور على عملات معدنية وتمائم.

## التقييمات
المقابر المحفورة والمستوطنات المجاورة، وقبورهم والموقع الجغرافي لتلك المنطقة توصل علماء الآثار وعلماء المصريات إلى استنتاج أن منشأة أبو عمر تعد مكانًا اقتصاديًا واستراتيجيًا مهمًا، وتثبت النتائج التي تم التوصل إليها والتي كانت من أصل فلسطيني اولي ولكنها وجدت في عدة مقابر كبيره في منشأة أبو عمر أنه خلال فترة نقادة الثالثة تم تداول العديد من البنود بالفعل بين مصر ودول المشرق. وازدهر الاقتصاد التجاري إلى حد كبير،  أيضا تم العثور على قطع أثرية وأسلحة تحمل أسماء نارمر وآها وجيت في إسرائيل والأردن وحتى في لبنان. مما يثبت نجاح التجارة خلال السلالات الأولى.